# فرانک والیس
فرانک والیس (انگلیسی: Frank Vallis; ۵ مهٔ ۱۸۹۶ – سپتامبر ۱۹۵۷) بازیکن فوتبال اهل بریتانیا بود.
از باشگاه‌هایی که در آن بازی کرده‌است می‌توان به باشگاه فوتبال یئوویل تاون، باشگاه فوتبال مرثر تاون، و باشگاه فوتبال بریستول سیتی اشاره کرد.